# Xã Theresa, Quận Beadle, Nam Dakota
Xã Theresa (tiếng Anh: Theresa Township) là một xã thuộc quận Beadle, tiểu bang Nam Dakota, Hoa Kỳ. Năm 2010, dân số của xã này là 273 người.